# Hradišťany
Hradišťany är ett berg i Tjeckien.   Det ligger i regionen Ústí nad Labem, i den nordvästra delen av landet, 60 km nordväst om huvudstaden Prag. Toppen på Hradišťany är 752 meter över havet, eller 335 meter över den omgivande terrängen. Bredden vid basen är 5,6 km.
Terrängen runt Hradišťany är huvudsakligen lite kuperad.Runt Hradišťany är det ganska glesbefolkat, med 32 invånare per kvadratkilometer. Närmaste större samhälle är Most, 16,5 km väster om Hradišťany. Trakten runt Hradišťany består till största delen av jordbruksmark.